# Anette Bunse
Antoinette Elisabeth „Anette“ Bunse (* 11. Mai 1958 in Kirchhellen als Antoinette Liesenklas) ist eine deutsche Politikerin (CDU). Sie war von 2012 bis 2017 und von 2020 bis 2022 Abgeordnete im Landtag von Nordrhein-Westfalen.

## Biografie
Nach dem Abitur 1977 am St.-Ursula-Gymnasium in Dorsten studierte Bunse ein Semester Mineralogie und absolvierte ein Studium der Medizin an den Universitäten in Münster und Essen, das sie 1984 als Ärztin abschloss. 1986 wurde sie an der Universität Bonn mit dem Dissertationsthema Entwicklung der operativen Frakturversorgung an der unteren und oberen Extremität am St. Barbara-Hospital in Gladbeck in den Jahren 1972–1982 zum Doktor der Medizin promoviert. Nach der Geburt ihrer Kinder war sie als Hausfrau und nicht mehr im Beruf als Ärztin tätig. Anette Bunse ist verwitwet und hat vier Kinder.

## Politik
Bunse ist seit 1999 Mitglied der CDU und seit 2009 Mitglied der Christlich-Demokratischen Arbeitnehmerschaft (CDA). Sie war von 2011 bis 2015 stellvertretende Vorsitzende und ist seit Dezember 2015 Vorsitzende des CDU-Kreisverbandes Bottrop. Des Weiteren ist sie seit Juni 2014 Vorsitzende der Frauen-Union im Kreisverband.
Bunse gehört seit 2009 dem Rat der Stadt Bottrop an. Bei der Landtagswahl in Nordrhein-Westfalen 2012 errang sie ein Mandat über die Landesliste ihrer Partei. Im Landtag war sie Mitglied des Petitionsausschusses, des Ausschusses für Schule und Weiterbildung sowie des Integrationsausschusses. Bei der Landtagswahl in Nordrhein-Westfalen 2017 wurde sie nicht wieder in den Landtag gewählt. Anfang November 2020 rückte sie für Marco Voge in den Landtag nach, der sein Amt als Landrat des Märkischen Kreises antrat. Nach der Landtagswahl 2022 schied sie wieder aus dem Landtag aus.